# Aidomaggiore
Aidomaggiore (sardisk: Aidumajòre, Bidumajòre) er en by og en kommune (comune) i provinsen Oristano i regionen Sardinien i Italien. Byen ligger i 250 meters højde og har 451 indbyggere (2016). Kommunen har et areal på 41,21 km² og grænser til kommunerne Borore, Dualchi, Ghilarza, Norbello, Sedilo og Soddì.